# Sołomon Abramow
Sołomon Abramowicz Abramow ros. Соломон Абрамович Абрамов; ur. w 1884, zm. w 1957) – radziecki wydawca i redaktor, znawca sztuk, poeta.

## Życiorys
Absolwent fakultetu historyczno-filologicznego Uniwersytetu Kazańskiego. W latach
1917-1924 kierował własnym wydawnictwem "Tworcziestwo" w Moskwie, wydawał i redagował czasopismo "Moskwa", "Russkoje iskusstwo", almanach literacko-malarski "Тworcziestwo", а także serię książek о mistrzach sztuki rosyjskiej i zbiory poezji. Później zajmował się organizowaniem objazdowych wystaw. Autor książki sonetów "Zielonyj zow" (1922) i innych .